# Vinogradovca
Vinogradovca è un comune della Moldavia situato nel distretto di Taraclia di 2.152 abitanti al censimento del 2004.

## Località
Il comune è formato dall'insieme delle seguenti località (popolazione 2004):
- Vinogradovca (543 abitanti)
- Chirilovca (253 abitanti)
- Ciumai (1.068 abitanti)
- Mirnoe (268 abitanti)